# رحیم‌آباد یک
رحیم‌آباد یک، روستایی از توابع بخش دوره چگنی شهرستان چگنی در استان لرستان ایران است.

## جمعیت
این روستا در دهستان دوره قرار دارد و براساس سرشماری مرکز آمار ایران در سال ۱۳۸۵، جمعیت آن ۱۲۱ نفر (۲۳خانوار) بوده‌است.